# Martin Gore

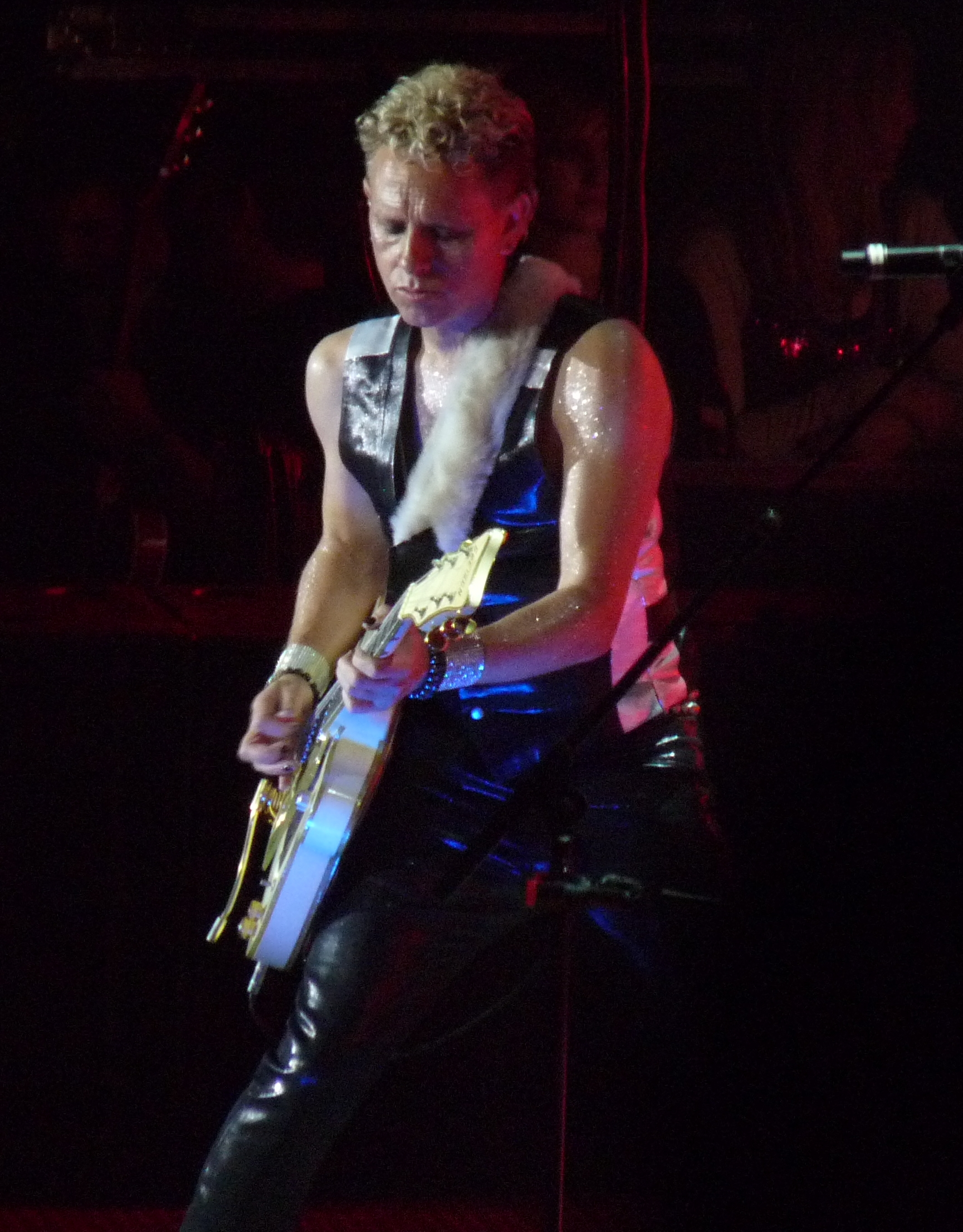
Martin Gore in London (2009)

Martin Lee Gore (* 23. Juli 1961 in London) ist ein britischer Musiker. Seit 1980 ist er Keyboarder, später Songwriter, Gitarrist und, neben Dave Gahan, Sänger der Synthiepop-Band Depeche Mode.

## Frühe Jugend
Martin Gore wurde am 23. Juli 1961 als Sohn von David und Pamela Gore in London geboren. Er wuchs in Dagenham auf, besuchte die Gesamtschule von Basildon, spielte dort in einer Cricket-Mannschaft und wählte Deutsch als Hauptfach. Im Alter von 15 Jahren ermöglichte es ihm seine Vorliebe für die deutsche Sprache, an einem Programm für Austauschschüler teilzunehmen. Dieses nahm er im Sommer 1976 mit einem Aufenthalt in Erfde, Schleswig-Holstein, wahr. Zwei weitere Besuche bei seiner norddeutschen Gastfamilie folgten 1977 und 1978.

## Musikalischer Werdegang
Gore arbeitete nach dem Schulbesuch ab 1977 bei einer Bank in London. Seinerzeit fasziniert von Glam-Rock-Künstlern wie Gary Glitter brachte ihm ein Freund erste Akkorde auf einer Gitarre bei. Gleichzeitig verfasste Gore seine ersten Texte, wie z. B. die allererste von ihm verfasste Depeche-Mode-Single See You im Alter von 17 Jahren. Später spielte er abends und an Wochenenden in einer Band namens Norman and the Worms. Im Jahr 1980 traf Gore Andrew Fletcher (dessen Freund er aber bereits seit der Kindheit war) im Van-Gogh-Club und wurde von ihm für dessen Band Composition of Sound angeworben. Bald darauf verpflichtete die Band Dave Gahan, der bereits Roadie für Composition of Sound war, als Leadsänger.
Gore schrieb für das erste Bandalbum Speak & Spell zwei Lieder (Big Muff und Tora! Tora! Tora!). Nachdem Vince Clarke Depeche Mode 1981 verlassen hatte, fiel die Aufgabe des Komponisten und Texters an Gore. Einige Songs, vor allem Balladen, singt Gore selbst und bildet mit seiner Tenorstimme einen Kontrast zu Gahans Bariton. Zudem spielt Gore Gitarre, seit der Entwicklung der Band zu rockigeren Klängen ab Violator (1990) auch bei Liveauftritten.
1989 veröffentlichte Gore sein erstes Solo-Album Counterfeit, das komplett aus Coverversionen besteht. 1995 beteiligte er sich an Tower of Song, einem Tributalbum für Leonard Cohen: Er coverte den Cohen-Song Coming Back to You.
Nach der Exciter-Tour im Jahre 2002 fing Gore mit den Aufnahmen für sein zweites Coveralbum Counterfeit 2 an, welches gleichzeitig mit Gahans erstem Studioalbum Paper Monsters 2003 erschien.
Am 25. April 2015 veröffentlichte Gore sein drittes Soloalbum MG unter dem Bandnamen MG, dessen Namen er an sein Projekt VCMG angelehnt hatte.
Martin Gore wurde 2019 für seine Verdienste um die elektronische Musik mit dem „Moog Innovation Award“ ausgezeichnet.

### Zusammenarbeit mit anderen Musikern
Bei den beiden Liedern Happiness Is Hard to Take und Don’t Know Where I Belong von Humpe & Humpe spielte Gore Keyboard. Die Songs wurden auf dem Album Humpe Humpe (1985) veröffentlicht.
2004 schrieb er zusammen mit Claudia Brücken für deren Synthie-Pop-Projekt Onetwo, bestehend aus Brücken (ehemals Propaganda) und Paul Humphreys (O.M.D.), den Song Cloud 9. Der Titel ist auf Onetwos EP Item (2004) enthalten und erschien außerdem 2007 als Single.
2006 war Gore mitwirkender Songwriter bei der Single Beware of the Dog von der britischen Singer-Songwriterin Jamelia. Ebenso spielte er auf dem Gwen-Stefani-Album The Sweet Escape auf einem Lied Gitarre.
Im Jahr 2011 veröffentlichte Gore zusammen mit Motor das Lied Man Made Maschine, auf dem er auch die Vocals einspielte. Zusätzlich war er auch im Musikvideo dabei. Des Weiteren gründete er im selben Jahr zusammen mit seinem ehemaligen Bandkollegen Vince Clarke das Minimal-Techno-Projekt VCMG. Das erste Album mit dem Titel Ssss wurde im März 2012 veröffentlicht. Zudem erschienen die EPs Spock, Single Blip und Aftermaths.

## Sozialkritischer Texter
Seitdem Gore Anfang 1982 bei Depeche Mode die Aufgaben eines Texters übernahm, ist er in seinen Liedern immer wieder sozialkritisch gewesen. Die Schattenseiten der Musikindustrie (Everything Counts), Rassismus (People Are People), sexuelle Hörigkeit (Master and Servant), Religion (Blasphemous Rumours) oder auch die Ignoranz der britischen Königsfamilie (New Dress) waren einige seiner Themen. Über das Lied New Dress von 1986 sagte Gore später:

„Dieses Lied bedauere ich geschrieben zu haben. Ich werfe in dem Lied der Princess Of Wales ziemlich unverblümt vor, in völliger Ignoranz nur schöne neue Kleider spazierenzuführen, während um sie herum das Land im Chaos versinkt. Damals wusste ich wenig von ihrem sozialen Engagement. Ich wusste nicht, dass sie Mitte der 80er Jahre, als ich dieses Lied schrieb, das einzige Mitglied der Königsfamilie war, das sich dafür interessierte, Schirmherrin für zukünftige AIDS-Stiftungen zu werden, die es zu diesem Zeitpunkt in Großbritannien noch gar nicht gab. Ich wusste nicht, dass sie eine Gegnerin der Fuchsjagd war. Ich wusste nicht, dass sie ihren dreijährigen Sohn William mit in die Obdachlosenheime nahm, um ihm zu zeigen, dass das auch ein Teil des Landes war, dessen König er einmal werden sollte. Ich wusste gar nichts von ihr. Ich habe ihr mit ‚New Dress‘ zutiefst Unrecht getan.“

## Privates

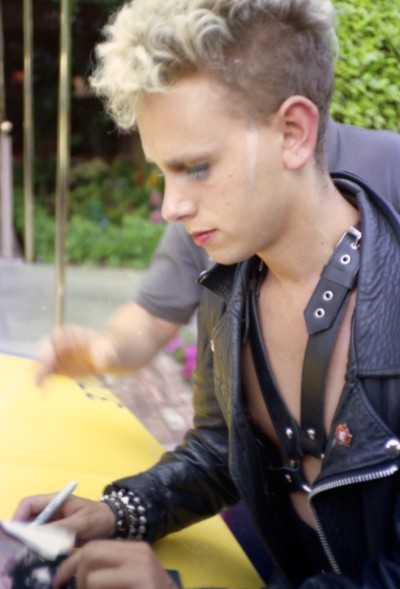
Martin Gore, Los Angeles, Juli 1986

In den Jahren 1984 und 1985 lebte Gore mit seiner damaligen deutschen Freundin in West-Berlin. Er war zu dieser Zeit dafür bekannt, Röcke und schwarzen Nagellack zu tragen, womit er für Aufsehen sorgte. In einem Interview mit dem Pop Special Magazin, das er in dieser Zeit gab, sagte Gore über sein Aussehen:

„Sexuelle Barrieren und Geschlechterrollen sind altmodisch und out. [...] Meine Freundin und ich tauschen oftmals die Klamotten oder das Make-up.“

Auch war Gore einer der ersten Popstars, die sich dazu bekannten, aus Überzeugung vegetarisch zu leben. Gore sagte 1985 dazu:

„Ich bin Vegetarier und bin es gewesen, lang bevor es zur Mode erklärt wurde.“

Von August 1994 bis Januar 2008 war Gore mit der Modedesignerin Suzanne Boisvert verheiratet. Sie haben drei Kinder (* 1991, 1995 und 2002).
In einem Interview im Jahr 2005 sagte Gore über die 1980er-Jahre:

„Meine Kinder finden es peinlich, wenn sie auf alten Fotos sehen, wie ihr Vater vor zwanzig Jahren rumgelaufen ist. Ehrlich, seitdem sie die Fotos das erste Mal gesehen haben, nehmen sie mich nicht mehr ernst. Sehr zu ihrer Freude habe ich meine ganze Autorität bei ihnen eingebüßt.“

Am 8. Juni 2014 heiratete Martin Gore seine Freundin Kerrilee Kaski. Am 19. Februar 2016, wurde die gemeinsame Tochter geboren. Im März 2017 kam Gores fünftes Kind zur Welt.
Martin Gore lebt in Santa Barbara, Kalifornien, USA.

## Diskografie

### Alben

#### Studioalben
| Jahr | Titel        | Höchstplatzierung, Gesamtwochen, AuszeichnungChartplatzierungen (Jahr, Titel, Platzierungen, Wochen, Auszeichnungen, Anmerkungen) | Höchstplatzierung, Gesamtwochen, AuszeichnungChartplatzierungen (Jahr, Titel, Platzierungen, Wochen, Auszeichnungen, Anmerkungen) | Höchstplatzierung, Gesamtwochen, AuszeichnungChartplatzierungen (Jahr, Titel, Platzierungen, Wochen, Auszeichnungen, Anmerkungen) | Höchstplatzierung, Gesamtwochen, AuszeichnungChartplatzierungen (Jahr, Titel, Platzierungen, Wochen, Auszeichnungen, Anmerkungen) | Anmerkungen                          |
| Jahr | Titel        | DE | AT | CH | UK | Anmerkungen                          |
| ---- | ------------ | --- | --- | --- | --- | ------------------------------------ |
| 2003 | Counterfeit² | DE12 (6 Wo.)DE | — | CH79 (2 Wo.)CH | — | Erstveröffentlichung: 28. April 2003 |
| 2015 | MG           | DE7 (2 Wo.)DE | AT37 (1 Wo.)AT | CH28 (2 Wo.)CH | UK50 (1 Wo.)UK | Erstveröffentlichung: 27. April 2015 |

#### EPs
| Jahr | Titel                | Höchstplatzierung, Gesamtwochen, AuszeichnungChartplatzierungen (Jahr, Titel, Platzierungen, Wochen, Auszeichnungen, Anmerkungen) | Höchstplatzierung, Gesamtwochen, AuszeichnungChartplatzierungen (Jahr, Titel, Platzierungen, Wochen, Auszeichnungen, Anmerkungen) | Höchstplatzierung, Gesamtwochen, AuszeichnungChartplatzierungen (Jahr, Titel, Platzierungen, Wochen, Auszeichnungen, Anmerkungen) | Höchstplatzierung, Gesamtwochen, AuszeichnungChartplatzierungen (Jahr, Titel, Platzierungen, Wochen, Auszeichnungen, Anmerkungen) | Anmerkungen                           |
| Jahr | Titel                | DE | AT | CH | UK | Anmerkungen                           |
| ---- | -------------------- | --- | --- | --- | --- | ------------------------------------- |
| 1989 | Counterfeit e.p.     | DE41 (13 Wo.)DE | — | — | UK51 (1 Wo.)UK | Erstveröffentlichung: 12. Juni 1989   |
| 2021 | The Third Chimpanzee | DE13 (2 Wo.)DE | AT47 (1 Wo.)AT | CH11 (2 Wo.)CH | — | Erstveröffentlichung: 29. Januar 2021 |

weitere EPs:
- 2015: MG Remix EP

### Singles
| Jahr | Titel Album           | Höchstplatzierung, Gesamtwochen, AuszeichnungChartplatzierungen (Jahr, Titel, Album, Platzierungen, Wochen, Auszeichnungen, Anmerkungen) | Höchstplatzierung, Gesamtwochen, AuszeichnungChartplatzierungen (Jahr, Titel, Album, Platzierungen, Wochen, Auszeichnungen, Anmerkungen) | Höchstplatzierung, Gesamtwochen, AuszeichnungChartplatzierungen (Jahr, Titel, Album, Platzierungen, Wochen, Auszeichnungen, Anmerkungen) | Höchstplatzierung, Gesamtwochen, AuszeichnungChartplatzierungen (Jahr, Titel, Album, Platzierungen, Wochen, Auszeichnungen, Anmerkungen) | Anmerkungen                         |
| Jahr | Titel Album           | DE | AT | CH | UK | Anmerkungen                         |
| ---- | --------------------- | --- | --- | --- | --- | ----------------------------------- |
| 2003 | Stardust Counterfeit² | DE29 (4 Wo.)DE | — | — | UK44 (2 Wo.)UK | Erstveröffentlichung: April 2003    |
| 2003 | Loverman Counterfeit² | DE53 (2 Wo.)DE | — | — | — | Erstveröffentlichung: November 2003 |

weitere Singles:
- 1989: Compulsion
- 1989: In a Manner of Speaking
- 2015: Europa Hymn
- 2015: Pinking (Christoffer Berg Remix)